# Mustapha Rabou
Mustapha Rabou (en arabe : مصطفى رابو), né le 15 novembre 2002 à Kénitra (Maroc), est un joueur de futsal international marocain.

## Biographie

### Carrière en club

#### Débuts au Maroc
Mustapha Rabou naît et grandit à Kénitra, au Maroc. Il découvre le futsal dès son plus jeune âge, grâce à son cousin, un passionné de ce sport dans la même ville. Il commence sa carrière dans l'équipe de Sidi Yahya el Gharb, où il fait ses premiers pas en D2 marocaine.
En 2020, il signe à l'Azyo Oujda, club évoluant également en D2 marocaine. Durant la pandémie de Covid-19, il effectue un stage de trois mois dans un club de futsal aux Émirats arabes unis. Il ne signe finalement pas de contrat professionnel et retourne au Maroc.
Après la pandémie, il rejoint le Dina Kenitra Futsal Club, entraîné par Driss Talmoust, où il découvre la Futsal D1. Lors de la saison 2021-2022, il dispute quinze matchs et inscrit neuf buts avec le Dina Kenitra et il contribue à la troisième place du club en championnat. Il attire également les intérêts de l'équipe du Maroc, qui le sélectionne pour sa catégorie -23 ans.
Lors de la saison 2022-2023, Mustapha Rabou s'engage avec le CS Beni Bouayach, club de D2 marocaine. Il y dispute une saison complète et termine à la troisième place. Il participe également à la phase aller de la saison 2023-2024 avant de quitter le club lors du mercato hivernal. À la fin de cette saison, le Beni Bouayach est promu en D1 marocaine pour la première fois de son histoire.

#### AS Avion Futsal
En septembre 2023, Mustapha Rabou rejoint l'AS Avion Futsal en D2. Il inscrit plusieurs buts, attirant l'attention de la presse française, qui le qualifie de "pépite" du futsal. Avec 20 buts marqués en 16 matchs disputés, il joue un rôle déterminant dans la montée de l'AS Avion Futsal en D1 à l'issue de la saison 2023-2024.
Lors de la saison 2024-2025, alors qu'il est rejoint par son compatriote en sélection Ihab Charrady, Rabou se distingue en D1 avec l'AS Avion Futsal. Adopte un style de jeu personnel, il devient l'un des meilleurs buteurs du championnat. En novembre 2024, il inscrit un sextuplé contre le Sporting Club de Paris, club le plus titré du pays (victoire 6-4),. Il est l'un des joueurs les plus populaires de la saison en France et se classe meilleur buteur du championnat à la mi-saison, surpassant son compatriote Soufiane El Mesrar,.
Le 10 mai 2025 sur le parquet du Kremlin-Bicêtre Futsal, il inscrit un quintuplé contribuant ainsi à la victoire de son équipe (7-4).
Pour sa première saison en D1, le club avionnais terminent à 5e place du championnat et Mustapha Rabou termine meilleur buteur de la saison régulière avec 32 réalisations, succédant ainsi à son compatriote et coéquipier en sélection Soufiane El Mesrar auteur de 30 buts la saison précédente avec le club lavallois.

### Carrière internationale
En novembre 2021, il fait sa première apparition avec l'équipe du Maroc -23 ans entraînée par Adil Sayeh au Complexe Mohammed VI de football pour un stage de préparation. Avec cette équipe, il devient un élément clé et dispute la majorité de ses matchs pendant 3 ans, disputant des matchs amicaux mais également des tournois internationaux, dont remportée au Viêt Nam en 2024,,.
Convoqué en décembre 2024 par le sélectionneur Hicham Dguig pour une double confrontation contre la Lettonie dans le cadre de matchs amicaux, il fait ses débuts le 13 décembre 2024 à Salé en entrant en jeu (victoire, 6-3).
Durant le mois d'avril de l'année 2025, la FRMF organise un tournoi international qui voit la participation du Portugal, de l'Afghanistan et de la Chine. Face aux Chinois, Mustapha Rabou inscrit son premier but international avec la sélection.

## Statistiques

### En club
Le tableau suivant recense les statistiques de Mustapha Rabou depuis le 23 septembre 2023 :

| Saison                | Club                  | Championnat           | Championnat | Championnat | Coupe(s) nationale(s) | Coupe(s) nationale(s) | Total | Total |
| Saison                | Club                  | Division              | M.          | B.          | M.                    | B.                    | M.    | B.    |
| 2023-2024             | Avion Futsal          | Division 2            | 16          | 20          | -                     | -                     | 16    | 20    |
| 2024-2025             | Avion Futsal          | Division 1            | 22          | 32          | 1                     | 0                     | 23    | 32    |
| Total sur la carrière | Total sur la carrière | Total sur la carrière | 38          | 52          | 1                     | 0                     | 39    | 52    |

#### Bilan par compétition
| Compétition            | Matchs | Buts |
| ---------------------- | ------ | ---- |
| D1 Futsal              | 22     | 32   |
| D2 Futsal              | 16     | 20   |
| Coupe nationale futsal | 1      | 0    |
| Total                  | 39     | 52   |

### En sélection
Le tableau suivant liste les rencontres de l'équipe du Maroc auxquelles Mustapha Rabou a pris part depuis le 13 décembre 2024 :

## Palmarès

### En club
CS Beni Bouayach
- Futsal D2 (Groupe nord)
  - Champion : 2024

 AS Avion Futsal
- Division 2 (Poule A)
  - Champion : 2024

### En sélection
Maroc (1)
- Vainqueur du Tournoi international du Maroc 2025

 Maroc -23 ans (1)
- Vainqueur du Tournoi international du Vietnam 2024

### Distinctions personnelles
- Meilleur buteur du championnat français D1 : 2024-25 (32 buts)[19].